# Maria Cosniceanu
Maria Cosniceanu (n. 4 februarie 1935, Temeleuți, județul Soroca) este o lingvistă moldoveană. Este licențiată a Facultății de Filologie a Universității de Stat din Moldova (1957).

## Activitate
Din anul 1958 activează în cadrul Institutului de Limbă și Literatură (actualmente - Institutul de Filologie) al Academiei de Științe a Moldovei, unde parcurge mai multe trepte ale ierarhiei științifice, până la cea de cercetător științific coordonator (2000). În anii 1964-1967, sub conducerea acad. Nicolae Corlăteanu, face doctoratul și în 1973 susține teza de doctor în filologie, consacrată studierii onomasticii naționale, în plan istoric și comparativ.
A publicat numeroase articole și studii în reviste în de specialitate editate la Chișinău, Bălți, Cernăuți, București, Iași, Cluj-Napoca, Timișoara, Suceava, Kiev, Moscova, Minsk, Erevan, Cracovia, Sofia, Leipzig etc. A participat la numeroase conferințe internaționale. Este unicul specialist în domeniul onomasticii din R. Moldova care a participat la proiectul lingvistic european „PatRom (Patronymica Romanica)”, cu centrul în orașul german Trier, fiind unul din autorii și membrii colegiului de redacție al volumelor editate în cadrul proiectului.
Ține rubrici permanente la radio dedicate numelor românești, cu o mare audiență la public. Activitatea Mariei Cosniceanu în domeniul onomasticii a contribuit la eliminarea multor erori și deformări ale numelor din Republica Moldova cauzate de regimul sovietic.

## Cărți
- Nume de persoană (în colaborare cu Anatol Eremia) (1964) - primul îndreptar antroponimic din Republica Moldova (1968, 1974)
- Studiu asupra numelor de persoană (1973)
- În lumea numelor (1981)
- Reflecții asupra numelor (1986)
- Dicționar cu prenume și nume de familie (1991, 1993, 1999)
- Dicționar de prenume (2006, 2010)
- Nume de familie (Din perspectivă istorică). Chișinău: Pontos, 2004 (vol. I), 2010 (vol. II), 2018 (vol. III).

## Distincții
- Medalia „Meritul Civic” (2005),
- Diploma de Excelență a Primăriei mun. Chișinău (2004, 2011),
- Medalia AȘM „Dimitrie Cantemir” (2010),
- Diploma Ministerului Educației al Republicii Moldova (2010),
- Diploma de gradul I a Guvernului Republicii Moldova (2010).

## Aprecieri
"Cercetătoarea desfășoară o amplă activitate de popularizare a științei onomastice prin emisiunile permanente la radio și televiziune (Grai matern, În lumea cuvintelor etc.), prin rubricile de autor susținute în paginile revistelor și ziarelor (Literatura și arta, Făclia, Femeia Moldovei, Timpul, Natura etc.)."
"Într-un sens mai larg, dna Maria Cosniceanu ca specialist, am zice că a rămas o voce distinctă, dar unică în peisajul studiilor antroponimice, mai mult: o rostire nepermis de singulară în domeniul pe care și l-a ales și l-a cultivat. Iar dacă totuși n-a fondat o școală propriu-zisă în antroponimia națională, cum mai e la modă să se afirme în spațiul academic, a fost și ea însăși o întreagă școală."
"Unii cu admirație, alții, se prea poate, cu o ușoară invidie, dar mulți au observat, de-a lungul anilor, eleganța exemplară, dacă nu chiar ieșită din comun, a doamnei Maria Cosniceanu. Cu adevărat, așa e dumneaei în viața cotidiană. Însă, ceea ce mi se pare nu mai puțin important e că o eleganță demnă de reținut o definește pe dna dr. M. Cosniceanu și în munca de cercetare, în roadele acestei trude – dicționare, studii, articole, emisiuni radio și TV." 